# Gmina Budziszewice
Die Gmina Budziszewice ist eine Landgemeinde im Powiat Tomaszowski der Woiwodschaft Łódź in Polen. Ihr Sitz ist das gleichnamige Dorf.

## Gliederung
Zur Landgemeinde Budziszewice gehören acht Dörfer mit einem Schulzenamt: Budziszewice, Mierzno, Nowy Rękawiec, Rękawiec, Teodorów, Węgrzynowice, Węgrzynowice-Modrzewie und Zalesie.
Weitere Ortschaften der Gemeinde sind Adamów, Agnopol, Antolin, Helenów, Józefów Stary, Nepomucenów, Nowe Mierzno, Nowy Józefów und Walentynów.